# 와타다 미쓰토시
와타다 미쓰토시(일본어: 和多田 充寿, 1976년 3월 26일 ~ )는 일본의 전 축구 선수이다.

## 구단 경력
과거 비셀 고베, 제프 유나이티드 이치하라에서 활동하였다.